# Pseudallapoderus
Pseudallapoderus es un género de coleópteros curculionoideos de la familia Attelabidae. En 2003 Legalov describió el género. Esta es la lista de especies que lo componen:
- Pseudallapoderus ateroides (Legalov, 2002)
- Pseudallapoderus funebris (Voss, 1930)
- Pseudallapoderus insissus Legalov, 2007
- Pseudallapoderus kanherinus (Horn, 1893)
- Pseudallapoderus kruegeri Legalov, 2003
- Pseudallapoderus lurida (Voss, 1927)
- Pseudallapoderus picinus (Faust, 1898)
- Pseudallapoderus pseudosissus Legalov, 2003
- Pseudallapoderus sattelbergi Legalov, 2007
- Pseudallapoderus sikkimensis Legalov, 2007
- Pseudallapoderus sissus (Marshall, 1913)